# Mary Read
Mary Read, també coneguda com a Mark Read (Anglaterra, 1695-Jamaica, 28 d'abril de 1721), fou una dona pirata anglesa de principis del segle xviii que, amb la seva tripulant Anne Bonny, es va convertir en llegenda com una de les poques pirates femenines.